# Cucurbita ecuadorensis
Cucurbita ecuadorensis, la "calabaza ecuatoriana", es una especie del género de las Cucurbita anuales: es una planta de guía herbácea, rastrera por raíces adventicias que se originan en los nudos del tallo, y enredadera trepadora por zarcillos, de fruto de cáscara dura, muy lignificada, y de larga vida, sin órganos reservantes en el adulto, con raíz principal no reservante. Esta especie, encontrada en estado silvestre en 1965, es endémica de Ecuador y  quizás hasta el norte de Perú.
Hay evidencias de haber sido domesticada hace unos 10 mil años, y luego abandonada volviendo a la vida silvestre. Según Andrés y Robinson se categoriza como una semi-domesticada que probablemente fue desplazada por el cultivo de C. moschata, sus frutos inmaduros se consumen localmente como un zapallito, y está muy emparentada con Cucurbita maxima, pudiendo hibridar en cierta medida con ella. La especie se ha vuelto importante últimamente debido a sus genes de resistencia, que son traspasados por diferentes métodos de hibridación a las Cucurbita de valor comercial.

## Descripción botánica
La primera descripción fue la de Cutler y Whitaker (1968).
Fue confirmado su rango de especie en la clasificación propuesta por Nee (1990).
Fue descripta en la monografía de Lira Saade (1995) p.79-80.
Fue descripta en Andres y Robinson (2002).
Descripta en la revisión taxonómica de Teppner (2004):

## Galería

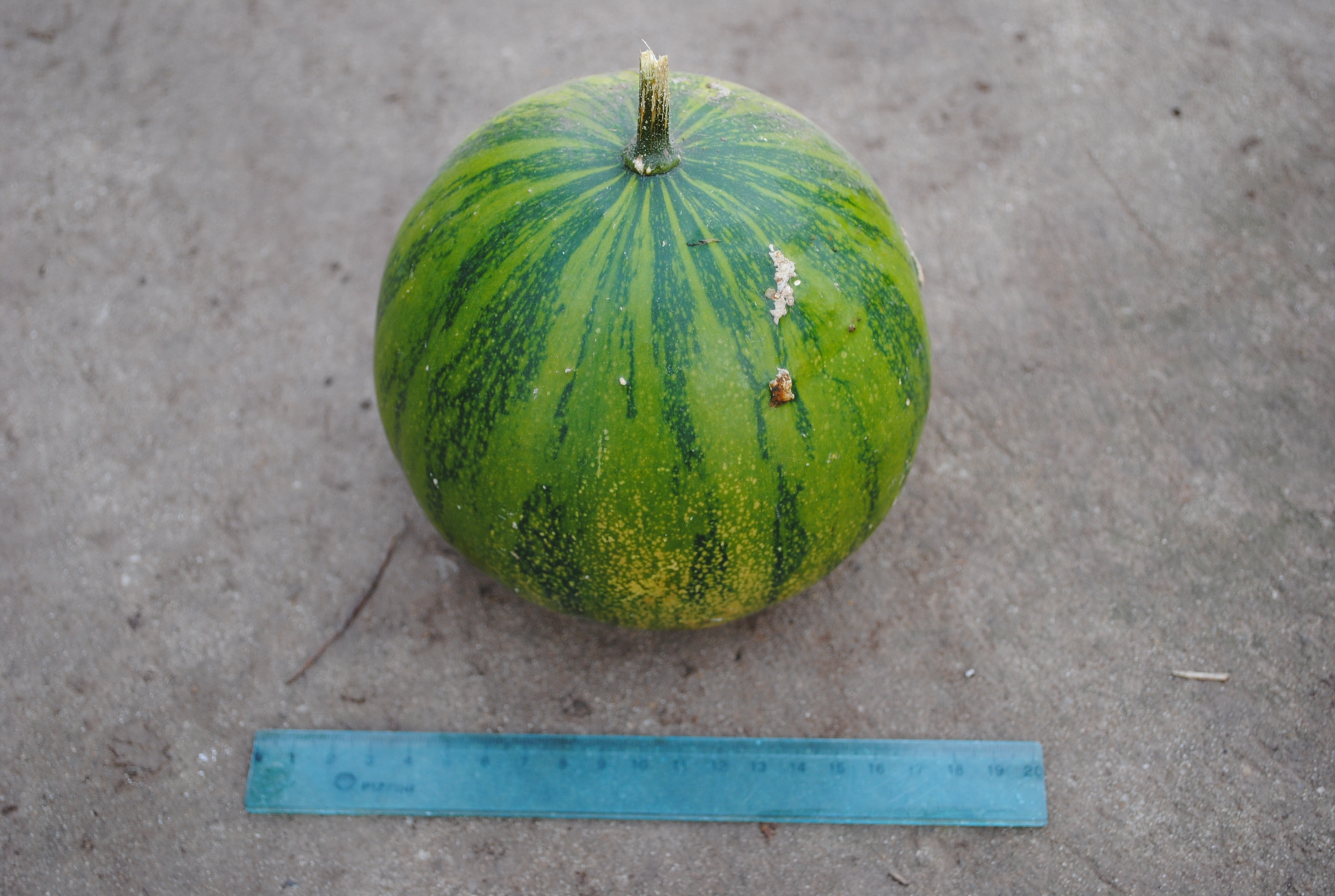
Fruto maduro. Foto de F. López Anido.
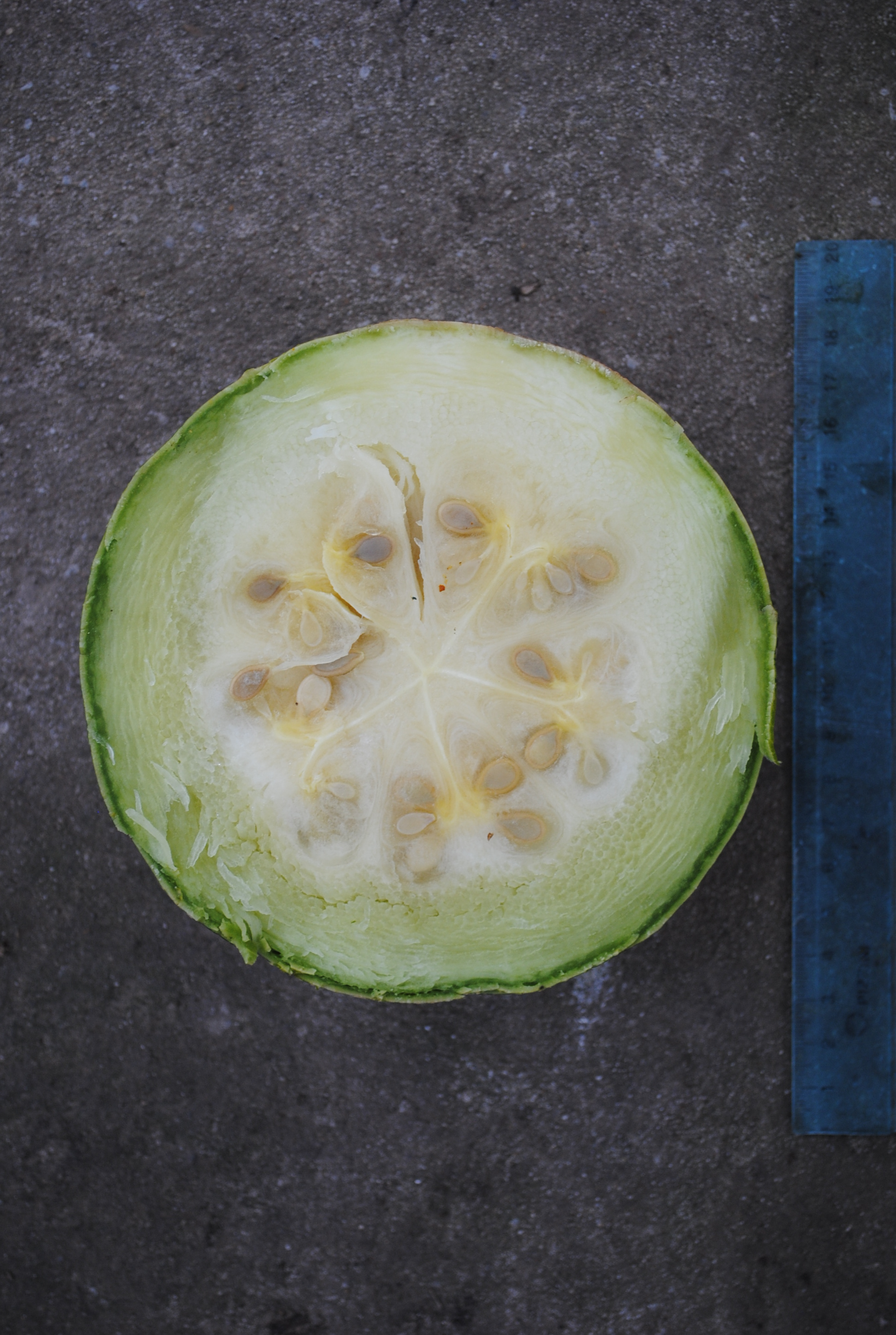
Corte transversal mostrando pulpa y semillas. Foto de F. López Anido.
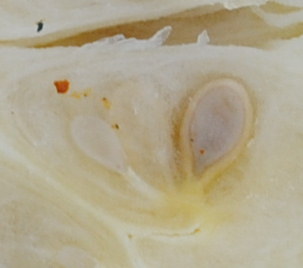
Detalle de semilla rodeada de pulpa.

## Citas
1. ↑  Teppner (2004[11]): "Tallos densamente cubiertos por tricomas largos, suaves (poco espinosos en comparación a los tricomas de la mayoría de las cucurbitas) y "patent", hojas pentalobadas (hasta mitad de camino del origen de las venas), con lóbulos redondeados, láminas muchas veces con manchas blancas o marmoreadas, con 2 o 3 (raramente 1) zarcillos por nudo, las flores masculinas con receptáculo ampliamente redondeado, por lo tanto flores estrictamente campanuladas, color amarillo medio, con un aroma distintivo, el pedúnculo floral (y luego del fruto) de la flor femenina estriado longitudinalmente, ligeramente dilatado en la unión con la flor o el fruto, los frutos son redondos, de 10 a 18 centímetros, a veces amargos pero en general palatables, las semillas son de 11 a 15 mm de longitud, color ocre a marrón claro, con un ribete marginal bien diferenciado, y cubiertas por alas enormes y más o menos sinuosamente plegadas, que a su vez son más oscuras que la superficie de la semilla. - Los caracteres similares a C. maxima son las flores campanuladas y aromáticas, entre otros, pero también tiene caracteres similares a Cucurbita moschata, como el ápice del tallo creciendo contra el suelo (no decumbente), los tricomas del tallo suaves y "patent", la morfología de la hoja, la dilatación del pedúnculo en la zona de unión con la flor/fruto y especialmente las semillas".